# Сольц Арон Олександрович
Аро́н Олекса́ндрович Сольц (22 березня 1872, містечко Солечники Віленського повіту Віленської губернії, нині місто Шальчинінкай, Литва — 30 квітня 1945, місто Москва, Російська Федерація) — радянський партійний діяч, член ВЦВК і ЦВК СРСР. Член Центральної контрольної комісії ВКП(б) у 1920—1934 роках.

## Біографія
Народився в багатодітній родині купця, потомственого почесного громадянина Олександра Меєровича Сольца та Леї Вульфівни Сольц, родом із міста Ліди. Батьки переїхали в Солечники з Вільна за рік до народження Арона Сольца і не пізніше 1876 року, після смерті батька, родина повернулася до Вільна.
У 1895 році закінчив Першу чоловічу гімназію у місті Вільно. У 1895—1899 роках — студент юридичного факультету Санкт-Петербурзького університету.
У 1898—1899 роках — член групи «Рабочее Знамя» в Санкт-Петербурзі. Член РСДРП з 1898 року.
У 1899 році заарештований у Санкт-Петербурзі за студентські виступи, виключений з університету. Переїхав до Вільна, де з 1899 по 1901 рік вів революційну роботу.
У січні 1901 року заарештований у Вільні, етапований до Санкт-Петербурга, де до червня 1901 року сидів у в'язниці. У червні 1901 року повернувся до Вільна, став членом революційної групи «Іскра». У грудні 1901 року заарештований у Вільні, знову етапований до Санкт-Петербурга, де сидів у в'язниці до травня 1902 року. Оголосив голодування, після чого тюремне ув'язнення замінили засланням до Сибіру. З травня по листопад 1902 року відбував заслання в місті Нижньоудинську Іркутської губернії, звідки втік.
У 1902—1903 роках вів революційну роботу в Самарі, Вільні та керував підпільною друкарнею в Катеринославі. Використовував паспорт на прізвище Кушель. У травні 1903 року арештований в Катеринославі. До жовтня 1905 року перебував у в'язниці міста Харкова.
У жовтні 1905 року звільнений, переїхав до Вільна, де працював до травня 1906 року. Потім переїхав до Санкт-Петербурга, де в червні 1906 року був заарештований. До лютого 1907 року перебував у в'язниці, потім був засуджений на три роки заслання в Тобольську губернію. Відбував заслання спершу в місті Туринську, в листопаді 1907 року переїхав до Тюмені, де організував підпільну друкарню. У березні 1909 року заарештований, до листопада 1909 року сидів у в'язниці, виправданий судом за недостатністю доказів.
У лютому 1910 року повернувся із заслання, півроку проживав у Баку, вів революційну роботу. Наприкінці 1910 року переїхав до Санкт-Петербурга, де вів революційну роботу. Закінчив навчання на юридичному факультеті Санкт-Петербурзького університету. У 1913 році — член Петербурзького комітету РСДРП (б).
У лютому 1913 році заарештований в Санкт-Петербурзі, у травні 1913 році відправлений на заслання в Наримський край. У 1914 році втік із заслання, переїхав до Москви, де був 31 липня 1914 року заарештований. Засуджений в Москві військовим судом па 2 роки фортеці, з серпня 1914 по жовтень 1916 року сидів у Таганській в'язниці Москви. З листопада 1916 по лютий 1917 року вів нелегальну партійну роботу в Москві, обирався членом Московського бюро ЦК РСДРП(б).
З лютого 1917 року — відповідальний редактор газети «Соціал-Демократ» у  Москві. У 1917—1918 роках — член Московського комітету РСДРП(б).
З травня 1918 по 1919 рік — член редакційної колегії газети «Правда».
У 1919 році — член колегії продовольчого відділу Московської ради.
У 1919 році — член Оренбурзького губернського комітету РКП(б), член редакції газети «Комунар» в Оренбурзі, заступник голови Оренбурзької губернської Ради народного господарства.
У листопаді 1919 — вересні 1920 року — член редакційної колегії газети «Правда».
З вересня 1920 по 1923 рік — голова і секретар Центральної контрольної комісії РКП(б).
З 1921 року — член Верховного суду РРФСР. У 1922 — січні 1923 року — член судової колегії Верховного ревтрибуналу ВЦВК РРФСР. 29 січня 1923 — 1934 року — голова і член судової колегії Верховного суду РРФСР у кримінальних справах.
26 квітня 1923 — 26 січня 1934 року — член президії та член особливої (партійної) колегії Центральної контрольної комісії ВКП(б). Був відомий як «совість партії».
9 лютого 1924 — січень 1934 року — керуючий юридичного відділу Народного комісаріату робітничо-селянської інспекції СРСР.
З 1924 по 1943 рік — член Інтернаціональної контрольної комісії Комуністичного Інтернаціоналу.
З травня 1931 по 1934 рік — член Президії Верховного суду РРФСР.
У 1934—1937 роках — старший помічник прокурора СРСР.
У 1937 — 14 лютого 1938 року — начальник кримінально-судового відділу прокуратури СРСР.
Насильно відправлений до психіатричної лікарні Москви, де перебував з 23 лютого по квітень 1938 року.
З квітня 1938 по жовтень 1941 року — пенсіонер у Москві, з жовтня 1941 по грудень 1942 року — в евакуації в Ташкенті.
З грудня 1942 року — пенсіонер у Москві.
Помер 30 квітня 1945 року. Урна з прахом Сольца поміщена в колумбарій № 5 в приміщенні колишнього крематорію на Новому Донському цвинтарі в Москві.

## Праці
- Н. Ленін. До п'ятдесятирічного ювілею. Пенза: Пенз. відділення Центродруку, 1920.
- Про партійну етику. Москва, 1925
- Революційна законність і наша каральна політика. М .: Московский рабочий, 1925.
- Для чого партії потрібна самокритика? М.: 1933
- Партія в боротьбі з «робочої опозицією» // За більшовицький вивчення історії партії (збірник.). Вип. 2. М., 1935.